# Segadães
 Segadães  era una freguesia portuguesa del municipio de Águeda, distrito de Aveiro.

## Historia
Fue suprimida el 28 de enero  de 2013, en aplicación de una resolución de la Asamblea de la República portuguesa promulgada el 16 de enero de 2013 al unirse con las freguesias de Lamas do Vouga y Trofa, formando la nueva freguesia de Trofa, Segadães e Lamas do Vouga.